# Ningyo

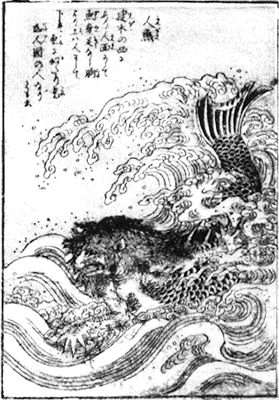
Ningyo in Toriyama Sekiens Konjaku Hyakki Shūi.

Die (seltener der) Ningyo (jap. 人魚, deutsch wörtl. „Fischmensch“) ist ein fischähnliches Geschöpf aus dem japanischen Volksglauben. Das Wesen gehört zur Gruppe der Yōkai und gilt meist als schlechtes Omen. Der Name wird häufig mit „Meerjungfrau“ und/oder „Nixe“ übersetzt.

## Beschreibung
Der Beschreibung nach gleicht ihr Mund dem eines Affen, ihre Zähne sind klein wie die eines Fisches mit goldglänzenden Schuppen und sie hat eine ruhige Stimme, ähnlich der einer Feldlerche oder Flöte. Ihr Fleisch sei wohlschmeckend und verleihe angeblich jedem, der es isst, Unsterblichkeit. Das Fangen einer Ningyo soll Stürme und Unglück verursachen. Daher erzählte man sich, dass man versehentlich gefangene wieder ins Meer zurückwerfen solle. Eine Ningyo, die an den Strand gespült wird, galt als Vorzeichen für Krieg und großes Unglück.

## Legenden

### Happyaku Bikuni
Eine der bekanntesten Volkssagen ist die der Happyaku Bikuni (八百比丘尼, dt. „achthundert[-jährige] Bhikkhuni“), auch Yao Bikuni gelesen. Die Geschichte handelt von einem Fischer aus der Provinz Wakasa, der einst einen ungewöhnlichen Fisch fing. Da ihm in all seinen Jahren noch nie so ein Fisch unter die Augen kam, lud er seine Freunde zur Begutachtung des Fleisches ein. Einer der Gäste erblickte in der Küche den Kopf des Fisches. Er sah, dass dieser ein menschliches Gesicht hatte und warnte die anderen davor, davon zu essen. Der Fisch war jedoch schon zubereitet, also nahm jeder ein Stück, um es unterwegs zu entsorgen.
Einer war jedoch betrunken vom Sake und vergaß, seinen Teil wegzuwerfen. Als er nach Hause kam, verlangte seine kleine Tochter ein Geschenk und der Mann gab ihr sorglos das Fleisch. Als er wieder zu Sinnen kam, versuchte er, aus Furcht vor einer Vergiftung, seine Tochter vom Essen abzuhalten, aber es war bereits zu spät. Da nichts Schlimmes passierte, machte er sich jedoch keine Sorgen mehr. Die Jahre vergingen, das Mädchen wurde erwachsen und heiratete. Von nun an alterte sie nicht mehr und behielt ihr jugendliches Antlitz, während ihr Ehemann immer älter wurde und schließlich verstarb. Nachdem sie immer wieder heiratete und verwitwete, wurde die Frau eine Nonne und wanderte durch die Lande. Schließlich kehrte sie in ihre Heimat in Wakasa zurück, wo sie ihr Leben im Alter von 800 Jahren in einer Höhle beim Kūin-Tempel (空印寺, Kūin-ji) im heutigen Obama beendete.

### Der Ningyo von Naniwa

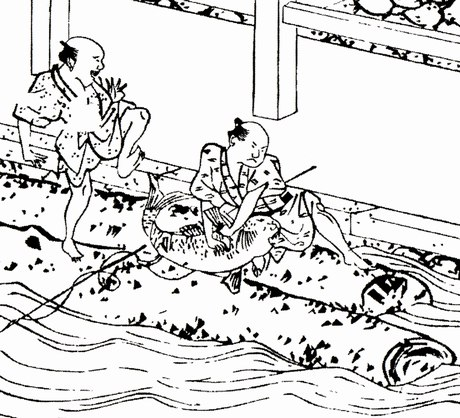
Igyo aus dem Ehon Sayo Shigure

Im 2. Register (二之目録) des Ehon Sayo Shigure (絵本小夜時雨, dt. „Bilderbuch des nächtlichen Regens“) von Hayami Shungyōsai findet sich unter Naniwa Higashibori ni Igyo o Tsuri (浪華東堀に異魚を釣, dt. „Der Fang des seltsamen Fischs im Ostkanal von Naniwa“) aus der Edo-Zeit eine Geschichte über den Fang eines Igyo („seltsamer Fisch“). 1800 wurde im Nishibori-Hirano-machi von Osaka ein 3 Shaku (90 cm) langer Fisch gefangen. Nach dem Buch gilt er als eine Art Ningyo. Er hatte ein menschliches Gesicht, die Schuppen einer Großkopfmeeräsche und die Stimme eines Kleinkindes. Bei Shigeru Mizuki findet er sich unter der Bezeichnung Hatsugyo (髪魚, dt. „Haarfisch“).